# Shi Yuqi
Shi Yuqi (Mandarijnse uitspraak: [ʂɻ̩̌.ỳ tɕʰǐ]; 28 februari 1996) is een Chinese badmintonspeler.

## Loopbaan
Shi Yuqi was anno 2018 een opkomende naam in de badminton: hij won zijn eerste BWF Superseries-titel op de French Open op 30 oktober 2016 nadat hij de Zuid-Koreaanse Lee Hyun-Il versloeg met een score van 21-16, 21-19. Sindsdien bewees de jonge badmintonster dat hij tot de topspelers van de discipline mannen enkel behoort. Op de All England Open 2017 versloeg hij zesvoudig kampioen Lin Dan om zo de finale te bereiken, en dat herhaalde hij op de All England Open 2018, waarin hij Lin Dan versloeg in de finale en zo voor de eerste keer in zijn carrière het prestigieuze toernooi wist te winnen.

## Prestaties

### Aziatische kampioenschappen
Mannen enkel
| Jaar | Plaats                                      | Tegenstander | Score        | Resultaat |
| ---- | ------------------------------------------- | ------------ | ------------ | --------- |
| 2017 | Wuhan Sports Center Gymnasium, Wuhan, China | Chen Long    | 19–21, 15–21 | Brons     |

### Jeugd Olympische Zomerspelen
Jongens enkel
| Jaar | Plaats                                  | Tegenstander | Score        | Resultaat |
| ---- | --------------------------------------- | ------------ | ------------ | --------- |
| 2014 | Nanjing Sport Institute, Nanjing, China | Lin Guipu    | 21–15, 21–19 | Goud      |

### BWF wereldkampioenschappen junioren
Jongens enkel
| Jaar | Plaats                                           | Tegenstander | Score              | Resultaat |
| ---- | ------------------------------------------------ | ------------ | ------------------ | --------- |
| 2014 | Stadium Sultan Abdul Halim, Alor Setar, Malaysia | Lin Guipu    | 22–20, 8–21, 18–21 | Zilver    |

### Asian Youth Games
Jongens enkel
| Jaar | Plaats                                  | Tegenstander | Score        | Resultaat |
| ---- | --------------------------------------- | ------------ | ------------ | --------- |
| 2013 | Nanjing Sport Institute, Nanjing, China | Lai Yu-hua   | 21–15, 21–15 | Brons     |

Gemengd dubbel
| Jaar | Plaats                                  | Partner    | Tegenstander             | Score        | Resultaat |
| ---- | --------------------------------------- | ---------- | ------------------------ | ------------ | --------- |
| 2013 | Nanjing Sport Institute, Nanjing, China | Chen Yufei | Lai Yu-hua Lee Chia-hsin | 21–16, 21–13 | Brons     |

### Aziatische kampioenschappen junioren
Jongens enkel
| Jaar | Plaats                                   | Tegenstander    | Score               | Resultaat |
| ---- | ---------------------------------------- | --------------- | ------------------- | --------- |
| 2014 | Taipei Gymnasium, Taipei, Chinees Taipei | Kanta Tsuneyama | 19–21, 21–16, 21–16 | Goud      |

### BWF World Tour
De BWF World Tour, aangekondigd op 19 maart 2017 en ingevoerd in 2018, is een reeks van elite-badmintontoernooien, goedgekeurd door de Badminton World Federation (BWF). De BWF World Tour is onderverdeeld in 6 levels: World Tour Finals, Super 1000, Super 750, Super 500, Super 300 (deel van de HSBC World Tour), en Super 100.
Mannen enkel
| Jaar | Toernooi         | Level      | Tegenstander   | Score              | Resultaat |
| ---- | ---------------- | ---------- | -------------- | ------------------ | --------- |
| 2018 | All England Open | Super 1000 | Lin Dan        | 21–19, 16–21, 21–9 | Winnaar   |
| 2018 | India Open       | Super 500  | Chou Tien-chen | 21–18, 21–14       | Winnaar   |

### BWF Superseries
De BWF Superseries, gelanceerd op 14 december 2006 en ingevoerd in 2007, is een reeks van elite-badmintontoernooien, goedgekeurd door de Badminton World Federation (BWF). BWF Superseries bevat twee levels: Superseries en Superseries Premier. Een seizoen van Superseries bevat twaalf toernooien over de hele wereld, die geïntroduceerd werden in 2011. Succesvolle spelers worden uitgenodigd voor de Superseries Finals aan het einde van het jaar.
Mannen enkel
| Jaar | Toernooi    | Tegenstander  | Score        | Resultaat |
| ---- | ----------- | ------------- | ------------ | --------- |
| 2017 | All England | Lee Chong Wei | 12–21, 10–21 | 2e plaats |
| 2016 | French Open | Lee Hyun-il   | 21–16, 21–19 | Winnaar   |

### BWF Grand Prix
De BWF Grand Prix bevat twee levels: Grand prix en Grand Prix Gold. Het is een reeks van badmintontoernooien, goedgekeurd door de Badminton World Federation (BWF) sinds 2007.
Mannen enkel
| Jaar | Toernooi           | Tegenstander  | Score               | Resultaat |
| ---- | ------------------ | ------------- | ------------------- | --------- |
| 2017 | Swiss Open         | Lin Dan       | 12–21, 11–21        | 2e plaats |
| 2016 | Bitburger Open     | Sourabh Varma | 21–19, 22–20        | Winnaar   |
| 2016 | Indonesian Masters | Huang Yuxiang | 21–12, 11–0 Retired | Winnaar   |